# Egesina rondoni
Egesina rondoni là một loài bọ cánh cứng trong họ Cerambycidae.